# Ahuir
Ahuir es el nombre que recibe una acequia española del siglo XII en la Comunidad Valenciana, que recorre los términos municipales de Jaraco, Jeresa y Gandía de norte a sur y paralela a la costa, por el interior de los marjales. Fue construida por la población con el fin de vaciar el exceso de agua y permitir los cultivos.
Por su poco caudal, se considera que su movimiento es indetectable y sin apenas variación estacional. Sin embargo, existe bajo el marjal un acuífero de agua dulce muy importante; este acuífero evita la entrada de agua salada desde el mar, con la consiguiente salinización, lo que da idea de la importancia de este marjal y su acuífero.
Cuando se inunda el marjal durante lluvias intensas, existen unas estaciones de bombeo que sacan el agua de este canal para desaguar al mar y bajar el nivel del agua. En ocasiones, la acumulación de suciedad en la acequia ha provocado protestas vecinales.

## Playa de Ahuir
Esta acequia ha dado nombre a una playa situada en el término municipal de Gandía. Se trata de una playa aislada, pero con todo tipo de servicios; bien equipada y en la que se puede practicar nudismo.
Cabe destacar al final de la playa de l'Ahuir y junto al río Vaca la primera playa para perros de la Comunidad Valenciana inaugurada por Arturo Torró y el concejal de la Playa, Pepe Just.